# Reno 911!: Miami
Reno 911!: Miami – amerykańska komedia kryminalna z 2007 roku w reżyserii Roberta Bena Garanta. Wyprodukowany przez 20th Century Fox i Paramount Pictures. Film powstał na podstawie serialu Posterunek w Reno.

## Opis fabuły
Miami grozi katastrofa biologiczna. Większość oddziałów policyjnych poddana zostaje kwarantannie. Jedyna czynna jednostka, Reno 911, musi bronić mieszkańców. Funkcjonariusze z tej komendy, m.in. Travis (Robert Ben Garant), to nieudacznicy, których akcje rzadko kończą się powodzeniem.

## Obsada
- Carlos Alazraqui jako James Oswaldo Garcia
- Mary Birdsong jako Cherisha Kimball
- Robert Ben Garant jako Travis Junior
- Kerri Kenney-Silver jako Trudy Wiegel
- Thomas Lennon jako porucznik Jim Dangle
- Wendi McLendon-Covey jako Clementine Johnson
- Niecy Nash jako Raineesha Williams
- Nick Swardson jako Terry Bernedino
- Michael Ian Black jako Ron

i inni